# جون تايلور لويس
جون تايلور لويس (بالإنجليزية: John Taylor Lewis)‏ هو عسكري أمريكي، ولد في 28 أكتوبر 1894 في روكفورد في الولايات المتحدة، وتوفي في 5 ديسمبر 1983 في سان دييغو في الولايات المتحدة.